# Мері Беренсон
Мері Віталл Сміт, у шлюбі Беренсон; 1864, Пенсільванія — 1945, Італія) — американська мистецтвознавиця. Мала великий вплив на деякі твори Бернарда Беренсона, авторка його успішної книги «Венеціанські художники епохи Відродження» (1894).

## Біографія
Її батьком був Роберт Пірсол Сміт, матір'ю Ганна Віталл Сміт (при нар. Ганна Татум Віталл). У 1884—1885 роках навчалася в Гарвардському університеті. 
Там зустріла ірландського адвоката Бенджаміна «Френка» Конна Костелло, з яким одружилася в 1885 році, прийнявши католицизм. Цей шлюб став приводом для всієї родини, включаючи її брата Логана Пірсолла Сміта та сестру Еліс Пірсолл Сміт, переїхати до Англії в 1888 році. Мері народила двох дочок: Рей Стрейчі (одружилася з братом Літтона Стрейчі) та Карін Стівен (одружилася з братом Вірджинії Вульф). У 1892 році, під тиском материнства та нудьги, розлучилася, хоча чоловік не погоджувався на розлучення, і зосередилася на мистецтві.
У 1890 познайомилася з мистецтвознавцем Бернардом Беренсоном, який відвідав котедж подружжя, та пізніше одружилася з ним.
У 1894 році під псевдонімом Мері Логан написала довгу брошуру «Путівник до італійських картин у Гемптон-Корті: з короткими дослідженнями художників», яка підтвердила її як авторитета в мистецтві разом із журнальними статтями. Того ж року вийшли «Венеціанські художники епохи Відродження», написані переважно Мері, до яких Бернард Беренсон додав нотатки. Книга вийшла під іменем чоловіка і зробила Бернарду Беренсону репутацію мистецтвознавця.  
Після смерті першого чоловіка в 1899 році вони переїхали до Італії, щоб жити на віллі I Tatti у Флоренції, де в 1900 році одружилися в невеликій капличці вілли. Через кілька років Бернард Беренсон придбав віллу I Tatti, яка стала місцем зустрічі багатьох відомих інтелектуалів, у тому числі Едіт Вортон, Гертруди Стайн, Габріеле Д'Аннунціо, Джона Мейнарда Кейнса та Ізабелли Гарднер.
Успішна книга «Венеціанські художники епохи Відродження» була сприйнята схвально, що призвело до знайомства з колекціонеркою Ізабеллою Гарднер, яка попросила Бернарда допомогти зібрати картини для свого бостонського палацу, Фенуей Корт. У результаті 30-річне партнерство з Гарднер, а також з лондонською компанією Duveen Brothers, було дуже прибутковим і уможливило екстравагантний спосіб життя, яким насолоджувалися Беренсони.
До 1931 року крах американського фондового ринку взяв своє, і пара була змушена різко скоротити свої щедрі витрати. Протягом того року стан здоров'я Мері Беренсон погіршився, і вона перенесла операцію, щоб спробувати покінчити з нестерпним циститом. Після операції гарячка ледь не вбила її. Так і не одужавши повністю, до 1935 року вона набула інвалідності. 
До Другої світової війни Мері Беренсон продовжувала шукати лікування від своїх захворювань, зокрема, психосоматичних. Вона померла 1945 року і похована в капличці в І Tatti. 
Чоловік помер у 1959 році, похований поруч із нею.